# ゲオルク・クリューゲル
ゲオルク・ズィーモン・クリューゲル（Georg Simon Klügel, 1739年8月19日 - 1812年8月4日）はドイツの数学者。近代非ユークリッド幾何学の成立を導く、ユークリッドの「第5公準」(「ある点を通り、その点を通らないある直線に平行な直線は1本しかない。」という公準)に関する研究のレビューを行い、その証明が正しくないことを示した。
ゲッティンゲン大学で、ケストナー(Abraham Gotthelf Kästner,1719 – 1800)のもとで学んだ。1763年に上記の第5公準に関する研究を行った。
1966年にハノーファー大学に移り、1767年にハレ大学の教授となった。3巻になる『数学辞典』を執筆し、また三角法､三角関数の分野で貢献した。